# Ramón Mifflin
Ramón Antonio Mifflin Páez (* 5. April 1947 in Lima) ist ein ehemaliger peruanischer Fußballspieler und -trainer, sowie aktiver Sportkommentator. Er nahm an der Fußball-Weltmeisterschaft 1970 in Mexiko teil.

## Karriere

### Spielerkarriere
Mifflin begann seine fußballerische Laufbahn im Jahr 1963 in seiner Heimatstadt Lima beim dortigen Klub Centro Iqueño. 1965 schloss er sich Defensor Arica aus dem Stadtbezirk Breña an. 1968 wechselte er zu Sporting Cristal aus dem Stadtteil Rímac. Dort gewann er 1968, 1970 und 1972 die peruanische Meisterschaft.
1973 verließ Mifflin Peru und wechselte nach Argentinien zum Racing Club aus Avellaneda, einem Vorort aus dem Ballungsraum Gran Buenos Aires. Von dort ging er 1974 nach Brasilien, wo er als Teamkollege von Pelé für den FC Santos spielte. Gemeinsam mit Pelé wechselte er 1975 zu dem Fußball-Franchise New York Cosmos in die North American Soccer League (NASL). Dort gewann er 1977 die NASL-Meisterschaft.
Nach weiteren Stationen in der NASL kehrte er 1979 nach Lima zu Sporting Cristal zurück, wo er zwei weitere peruanische Meisterschaften gewann. 1980 wechselte er noch einmal ins Ausland zum Independiente Santa Fe aus der kolumbianischen Hauptstadt Bogotá, wo er 1981 seine aktive Laufbahn als Spieler beendete.

### Nationalmannschaft
Zwischen 1966 und 1973 bestritt Ramón Mifflin 44 Länderspiele für die peruanische Fußballnationalmannschaft, in denen er ohne Torerfolg blieb. Er wurde in das peruanische Aufgebot für die Fußball-Weltmeisterschaft 1970 in Mexiko berufen. Bei diesem Turnier kam er in allen Vorrundenspielen sowie bei der 2:4-Niederlage im Viertelfinale gegen den späteren Weltmeister Brasilien zum Einsatz.

### Trainerkarriere
Seit Mitte der 1990er Jahre arbeitete Mifflin als Trainer für eine Vielzahl peruanischer Klubs, darunter Club Carlos A. Mannucci, Deportivo Pesquero, Sport Boys, Juan Aurich, Universitario de Deportes und Sport Áncash. Die Engagements waren meist nach kurzer Zeit beendet. Für einige Vereine war er mehrfach tätig.
Seit 2016 arbeitet er als Sportkommentator beim peruanischen Sportsender Gol Perú.

## Erfolge
- Peruanische Meisterschaft: 1968, 1970, 1972, 1979 und 1980
- Meister der North American Soccer League: 1977